# Horqin Zuoyi Houqi
Horqin Zuoyi Houqi (lewa tylna chorągiew Horqin; chiń. 科尔沁左翼后旗; pinyin: Kē’ěrqìn Zuǒyì Hòu Qí) – chorągiew w północno-wschodnich Chinach, w regionie autonomicznym Mongolia Wewnętrzna, w prefekturze miejskiej Tongliao. W 1999 roku liczyła 394 322 mieszkańców.